# Gran Sinagoga Coral de Kíiv
|  | Per a altres significats, vegeu «Gran Sinagoga Coral de Sant Petersburg». |

La Gran Sinagoga Coral de Kíiv (en ucraïnès: велика хоральна синагога) (ucraïnès) també coneguda com la sinagoga Podil, és a Kíiv, Ucraïna. La sinagoga va ser construïda l'any 1895 i reconstruïda a l'any 1915. Gabriel Jakob Rozenberg i Wladimir Gorazjewitsch Ginzburg, dos comerciants, van finançar la construcció. Va ser construïda en un estil Esopo. L'any 1929, la sinagoga va ser tancada i l'edifici es va convertir en un estable. L'edifici va ser profanat encara més durant la Segona Guerra Mundial pels nazis. Des de 1945, l'edifici va ser utilitzat de nou com a sinagoga.